# 晓起村
晓起村是中国江西省上饶市婺源县江湾镇下辖的一个村。
2003年，晓起村被列为第一批江西省历史文化名村。
晓起古建筑群，是一处上饶市文物保护单位，包括以下古建筑：
1. 1. 进士第
  2. 荣禄第
  3. 大夫第
  4. 儒林第
  5. 日省堂
  6. 继序堂
  7. 居易堂
  8. 济阳江氏宗祠（敦贵公祠）

## 名人
- 江扬言（-1766年），在杭州创立徽商木业公所
- 江之紀，道光六年（1826年）丙戌科二甲进士，江苏金匮县知县、钦加直隶州知州衔，进士第的主人
- 江人镜（1822年－1900年），官至两淮盐运使，赏一品顶戴。荣禄第的主人